# Brzezówka (województwo małopolskie)
Brzezówka – wieś w Polsce, położona w województwie małopolskim, w powiecie dąbrowskim, w gminie Szczucin.
| SIMC    | Nazwa     | Rodzaj    |
| ------- | --------- | --------- |
| 1048836 | Górka     | część wsi |
| 0830552 | Kąty      | część wsi |
| 0830569 | Lechówka  | część wsi |
| 1048948 | Mazurówka | część wsi |
| 1048960 | Myszowa   | część wsi |
| 0830575 | Rynek     | część wsi |
| 0830581 | Za Brniem | część wsi |

W latach 1975–1998 miejscowość administracyjnie należała do województwa tarnowskiego.